# .localhost
.localhost — загальний домен верхнього рівня. Зарезервований Internet Engineering Task Force (англ. IETF) у RFC 2606 у червні 1999 року і використовується для позначення так званого «локального хоста». Не призначений для встановлення як домен горішнього рівня у ґлобальній системі доменних імен (DNS).
Інші зарезервовані домени: .invalid, .example, .test.
Цей загальний домен горішнього рівня було зарезервовано для зниження ймовірності конфліктів і плутанини. Таким чином це ім'я можна використовувати в документації.